# Deopalpus conformis
Deopalpus conformis là một loài ruồi trong họ Tachinidae.